# Batalla de Carteia (46 a. C.)

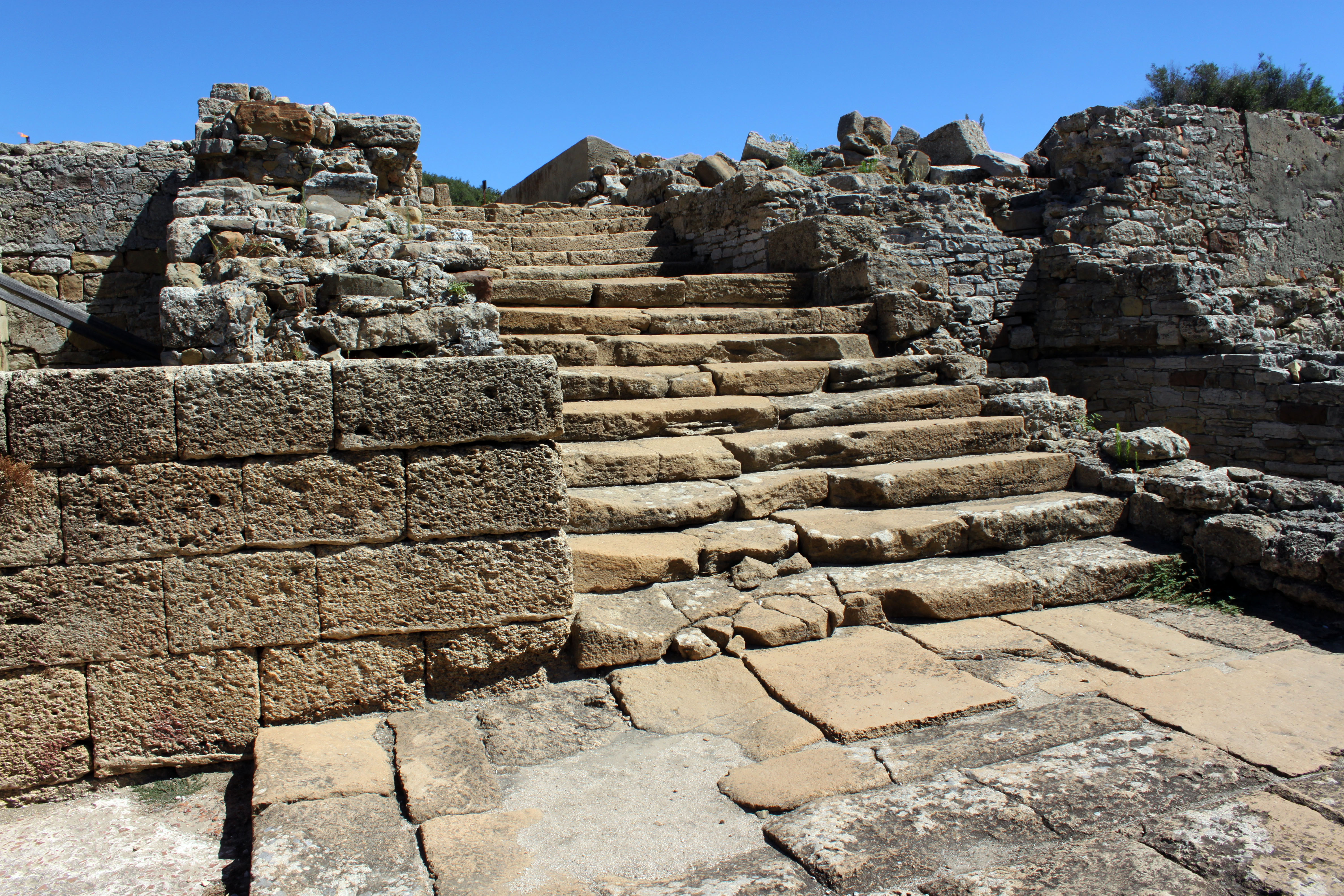
Foro romano del yacimiento arqueológico de Carteia.

La batalla de Carteia fue un enfrentamiento naval ocurrido en el contexto de la segunda guerra civil de la República romana. Sucedió a finales del 46 a. C..
El comandante de la flota pompeyana en África, Publio Atio Varo, escapó con los restos del ejército pompeyano a Hispania después de la derrota en Tapso. Se instaló en Carteia, donde fue enfrentó al cesariano Cayo Didio. Este último había sido enviado desde África por Cayo Julio César para asegurar el mar y perseguir a los fugitivos. Poco se sabe, salvo que Varo tuvo que retirarse hasta la boca de la bahía, donde hizo que sus barcos se hundieran sus anclas para bloquearla, haciendo encallar a algunas naves enemigas. Esto obligó a Didio a abandonar la persecución y salvo a la flota pompeyana.
Carteia siguió sirviendo de base pompeyana hasta después de la derrota final en Munda.